# پای آمریکایی: خانه بتا
پای آمریکایی: خانهٔ بتا (انگلیسی: American Pie Presents: Beta House) فیلمی در ژانر کمدی به کارگردانی اندرو والر است که در سال ۲۰۰۷ منتشر شد.

## بازیگران
- جان وایت
- کریستوفر مک‌دونالد
- یوجین لوی
- جیک سیگل
- مگان هفرن
- رابی امل
- جوردن پرینتیس
- سارا پاور